# Sturkö landskommun
Sturkö landskommun var en tidigare kommun i Blekinge län.

## Administrativ historik
När 1862 års kommunalförordningar började gälla inrättades över hela landet cirka 2 400 landskommuner, de flesta bestående av en socken. Därutöver fanns 89 städer och 8 köpingar, som då blev egna kommuner.
Denna kommun bildades i Sturkö socken i Östra härad i Blekinge. 
Kommunreformen 1952 påverkade inte Sturkö kommun, men den klarade inte tiden fram till nästa generella kommunreform utan upphörde år 1963 då den, jämte Ramdala landskommun gick upp i dåvarande Jämjö landskommun.
Området tillhör sedan 1974  Karlskrona kommun.
Kommunkoden 1952–62 var 1002.

### Kyrklig tillhörighet
I kyrkligt hänseende tillhörde kommunen Sturkö församling.

## Geografi
Sturkö landskommun omfattade den 1 januari 1952 en areal av 20,31 km², varav 20,29 km² land.

### Tätorter i kommunen 1960
I Sturkö landskommun fanns tätorten Sanda, som hade 200 invånare den 1 november 1960. Tätortsgraden i kommunen var då 14,9 procent.

## Politik

### Mandatfördelning i valen 1938–1958
| 10 | 4 | 3 | 1 | 2 |

| 20 |

| 14 | 4 | 2 |

| 20 |

| 13 | 3 | 4 |

| 20 |

| 10 | 2 | 6 | 2 |

| 17 | 3 |

| 11 | 4 | 6 | 4 |

| 23 |

| 10 | 1 | 3 | 4 | 2 |

| 18 |